# Mikołaj z Koprzywnicy
Mikołaj z Koprzywnicy (ur. 1490, zm. 1542 w Krakowie) – rektor Uniwersytetu Jagiellońskiego w latach 1529–1530.

## Życiorys
Urodził się w 1490 roku. W 1529 roku objął funkcję rektora Uniwersytetu Jagiellońskiego. Funkcję tę przestał pełnić w 1530 roku. Zmarł w 1542 w Krakowie.